# Bataille d'Amboine
Notes
+300 militaires australiens et néerlandais exécutés après la reddition
Seconde Guerre mondiale
Batailles
Invasion des Indes orientales néerlandaises
- Bornéo (1941-1942)
- Manado
- Tarakan (1942)
- Balikpapan (1942)
- Amboine
- Makassar
- Sumatra
- Badung
- Timor
- Première bataille de la mer de Java
- Détroit de la Sonde
- Java
- Seconde bataille de la mer de Java

La bataille d'Ambon est une bataille de la campagne du Pacifique pendant la Seconde Guerre mondiale. Elle s'est déroulée du 30 janvier au 3 février 1942 sur l'île d'Ambon dans les Indes néerlandaises (Indonésie), lors de la campagne des Indes orientales néerlandaises. Le Japon a envahi et conquis l'île en quelques jours face aux forces hollandaises, américaines et australiennes. Les combats chaotiques et parfois sanglants ont été suivis par une série de crimes de guerre japonais.

## Arrière-plan
En 1941, alors que la possibilité d'une guerre contre le Japon se profile, les Alliés considèrent Ambon comme un emplacement stratégique en raison de son potentiel comme base aérienne majeure. Le gouvernement australien et les commandants militaires craignant que la base puisse être utilisée pour des raids sur le nord de l'Australie, décident alors de renforcer les forces néerlandaises sur l'île. Le 14 décembre 1941, un convoi composé des escortes HMAS Adelaide et Ballarat avec les navires hollandais Both, Valentijn et Patras transportant 1 090 soldats de la "Gull Force" quitta Darwin et arriva à Ambon le 17 décembre. L'HMAS Swan escortant le Bantam arriva avec des renforts le 12 janvier 1942.

### Géographie
Ambon est petite île de 775 km² montagneuse et fertile, située dans l'archipel des Moluques en Indonésie. L'île est située au sud-ouest de Céram, dans le nord de la mer de Banda et fait partie d'une chaine circulaire d'îles volcaniques entourant cette mer. Faisant 51 km de long, sa forme est très irrégulière. En fait, elle est presque divisée en deux : sa partie sud-est, la plus petite (appelée Leitimor) est reliée à la partie nord (Hitoe) par une langue de terre de quelques kilomètres. L'aéroport principal de Laha se trouve à l'ouest de la péninsule de Hitoe, au nord de l'île, face à la baie d'Ambon. La ville d'Ambon est de l'autre côté de la baie, sur la partie sud de l'île, la péninsule de Laitimor.

## Forces opposées

### Alliés

#### Infanterie
Au début de la guerre le 8 décembre, Ambon est protégé par la Brigade Molukken composé de 2 800 hommes de la garnison de l'Armée royale des Indes néerlandaises, commandée par le Lieutenant-colonel Joseph Kapitz et composée de troupes coloniales indonésiennes, sous commandement de sous-officiers européens. La garnison était mal équipée et mal formée, en partie parce que les Pays-Bas avaient été vaincus et occupés par l'Allemagne nazie. Les unités n'étaient pas équipées de radios et comptaient sur des lignes fixes et des communications écrites. Ils comprenaient 300 réservistes partiellement formés.
La "Gull Force" de l'Australian Army arrivée le 17 décembre est composé de 1 100 hommes, commandée par le Lieutenant-colonel Leonard Roach. La force se composait du 2/21e bataillon de la 8e division d'infanterie, ainsi que de quelques unités d'artillerie et de soutien divisionnaires. Joseph Kapitz est nommé commandant allié d'Ambon. Roach visita l'île avant le déploiement de la "Gull Force", où il demanda l'envoi d'Australie de plus d'unités d'artillerie et de mitrailleuses.
Le 6 janvier, après la capture des territoires néerlandais et britanniques au nord, Ambon est attaqué par des avions japonais. Roach montrant son mécontentement, il est remplacé par le lieutenant-colonel John Scott le 14 janvier.
Le quartier général de Kapitz est basé à Halong, entre Paso et la ville d'Ambon. Il comprend quatre voitures blindées, un détachement de mitrailleuses antiaériennes et quatre canons AA de 40 mm. Convaincus que le terrain sur la côte sud de Laitimor était trop inhospitalier pour les débarquements, les forces du KNIL étaient concentrées sur Paso, près de l'isthme, sous les ordres du Major H. H. L. Tieland. De petits détachements du KNIL étaient présents dans divers lieux de débarquement probables dans le nord de Hitoe.
Deux compagnies du 2/21e bataillon et 300 troupes hollandaises se trouvaient à l'aérodrome de Laha, sous le commandement du major Mark Newbury. Ils étaient accompagnés d'artillerie hollandaise : quatre pièces d'artillerie de campagne de 75 mm, quatre canons anti-chars de 37 mm, quatre canons antiaériens de 75 mm, quatre canons AA de 40 mm, une mitrailleuse AA et une batterie de mitrailleuses AA.
Cependant, le lieutenant-colonel Scott, le QG de la "Gull Force" et le reste des troupes australiennes étaient concentrés dans la partie ouest de la péninsule de Laitimor en cas d'attaque de la baie d'Ambon. La compagnie "A" des 2/21e et une compagnie KNIL étaient stationnées à Eri, sur le côté sud-ouest de la baie. Le peloton pionnier du 2/21e bataillon se trouvait sur le plateau autour du mont Nona (le point culminant de Laitimor), avec un détachement de mitrailleuses anti-aériennes néerlandaises. Les plus petits détachements australiens se trouvaient à Latuhalat, près de la pointe sud-ouest de Laitimor et au cap Batuanjut, juste au nord d'Eri. Le quartier général de la "Gull Force" et une réserve stratégique, la compagnie "D", étaient situés sur une ligne allant du plateau de Nona à la plage d'Amahusu, entre Eri et la ville d'Ambon.

#### Forces aériennes
Les Alliés avaient peu d'avions à leur disposition. Le service aérien du KNIL a envoyé le 2e Flight Group IV (2-Vl. G.IV) de Java à Laha. Des quatre Brewster Buffalos, deux s'écrasèrent en route vers Ambon. La Royal Australian Air Force envoya deux groupes, comprenant 12 bombardiers légers Lockheed Hudson Mk 2, des 13e et 2e escadrons sous le commandement de l'escadre Ernest Scott. Un groupe fut basé à Laha, l'autre à Namlea (en) sur l'île voisine de Buru.
La 10e escadre de la Marine américaine comprenant des PBY Catalina était basée à la station d'hydravion d'Halong à partir du 23 décembre. Le quartier général de l'escadre s'est déplacé à Java le 9 janvier, mais les PBY américains effectuèrent des patrouilles depuis Halong jusqu'au 15 janvier, lorsqu'un raid aérien détruisit trois avions de patrouille et en endommagea plusieurs autres. Trop exposée, la base fut abandonnée par les Alliés. Les transports d'hydravions de l'escadre appuyèrent les patrouilles jusqu'au 5 février.

#### Forces navales
Le Gouden Leeuw, un mouilleur de mines de la Marine royale néerlandaise quitta Ambon début janvier, après l'exploitation minière de l'île. À la mi-janvier, le dragueur de mines USS Heron était le seul navire de combat allié basé à Ambon.

### Japon

#### Forces navales
Un Task Force de la Marine impériale japonaise prévu pour l'invasion d'Ambon était commandé par le Contre-amiral Ibō Takahashi, comprenant les porte-avions Hiryū et Sōryū, les croiseurs lourds Nachi et Haguro, le croiseur léger Jintsū, 15 destroyers, deux transports d'hydravions, cinq dragueurs de mines, quatre chasseurs de sous-marins et deux patrouilleurs.

#### Infanterie
Les forces terrestres japonaises comprenaient environ 5 300 hommes : le Détachement Itō de l'Armée impériale japonaise, sous le commandement du Major-général Takeo Itō, comprenant le QG de la 38e division et le 228e régiment d'infanterie, ainsi que l'infanterie de marine de la « Force Navale Spéciale de Débarquement » n°1 Kure (une partie de la China Area Fleet (en)), et deux pelotons du FNSD de Sasebo sous le Contre-amiral Koichiro Hatakeyama.

## La bataille

### 30 janvier
À partir du 6 janvier, Ambon est attaqué par des avions japonais. Les quelques patrouilles menées par l'aviation alliée contre la flotte japonaise approchante n'auront que peu d'effet. Le 13 janvier, deux Buffalo pilotés par le Lt Broers et le Sgt Blans, attaquent au vol 10 chasseurs Mitsubishi A6M Zero. Les deux Buffalo sont abattus, les deux pilotes auront le temps de déployer leurs parachutes en atterrissant respectivement dans un arbre et en mer. Sauvés, Broers souffre de graves brûlures et Blans de 17 blessures différentes.
La base de l'aviation navale d'Halong fut rapidement rendue inutilisable par les raids aériens japonais et fut abandonnée par les Marines hollandaises et américaines à la mi-janvier.
Le 30 janvier, environ 1 000 marins japonais et soldats de l'Armée impériale débarquent à Hitu-lama, sur la côte nord. D'autres du 228e régiment débarquent simultanément sur la côte sud de la péninsule de Laitimor. Bien que numériquement égales en hommes, les forces japonaises avaient une supériorité écrasante dans le soutien aérien, les blindés, l'artillerie navale et de campagne. Les avions alliés restants furent retirés le même jour, malgré la présence du personnel au sol de la RAAF. Au cours de la journée de débarquements, les détachements néerlandais à proximité furent faits prisonniers et / ou se retirèrent vers Paso. Malgré l'ordre donné, la destruction des ponts d'Hitu ne fut pas effectuée, hâtant l'avance japonaise.
La deuxième vague débarque à Hutumori, dans le sud-est de Laitimor et à Batugong, près de Paso. Un peloton d'infanterie australien est détaché pour renforcer les pionniers sur le plateau de Nona. Les défenses de Paso initialement conçues pour repousser les attaques du nord et de l'ouest, devaient maintenant faire face à l'assaut du sud. Un peloton du KNIL est détaché de Paso pour résister à l'attaque de Batugong, provoquant un vide dans les lignes néerlandaises. Les Japonais furent en plus aidés par la panne d'une ligne téléphonique KNIL.

### 31 janvier
Batugong tombe aux premières heures du 31 janvier, permettant aux Japonais d'encercler le flanc oriental des positions du Passo. Pendant ce temps, Kapitz ordonne à la compagnie Ambonese KNIL d'Eri de prendre position à Kudamati, qui sera sous peu attaqué.
À midi le 31 janvier, Kapitz déménage son quartier général d'Halong à Lateri, plus proche de Passo. Les communications téléphoniques entre Kapitz et ses subordonnés, dont le lieutenant-colonel Scott, cessent lorsque les Japonais coupent les lignes. Les forces japonaises ayant débarqué à Hitu-Lama attaquèrent ensuite les défenses de Passo depuis le nord-est. Puis, selon les mots de l'historien officiel australien :

« À 18 heures, une motocyclette avec sidecar est repéré sur la route à l'ouest de la position de Passo, agitant des drapeaux blancs tout en se dirigeant vers les Japonais. Les tirs sur le périmètre de Passo sont suspendus sur ordre des commandants des compagnies hollandaises et les troupes ont été autorisées à se reposer et à manger. »

On ne sait pas clairement qui ordonna la reddition. Les Japonais ne réagirent pas immédiatement et, lors d'une réunion avec les commandants de compagnie, Kapitz et Tieland ordonnèrent aux troupes néerlandaises de recommencer les combats. Cependant, lorsque Tieland et les commandants de la compagnie revinrent à leurs positions, ils découvrirent que leurs troupes avaient été faites prisonnières, et ils furent forcés de se rendre.
La première attaque terrestre contre Laha débuta dans l'après-midi du 31 janvier. Un peloton australien au nord-est de l'aérodrome fut attaqué par une force japonaise plus forte, qui sera néanmoins repoussée.
Les forces japonaises s'approchèrent également de la ville d'Ambon depuis le sud-ouest. Vers 16 heures le 31 janvier, les Japonais capturent la ville, dont une unité australienne.

### 1erfévrier
Plusieurs attaques japonaises ont été lancées simultanément le 1er février :
- Kapitz et son état-major furent faits prisonniers au petit matin. Kapitz abandonna les forces restantes dans la région de Paso où il envoya une note au lieutenant-colonel Scott lui demandant de faire la même chose (Scott recevra le message deux jours plus tard.)
- une unité de transport australienne et les positions du KNIL à Kudamati furent attaquées par l'infanterie.
- des canons de montagne bombardèrent une batterie d'artillerie hollandaise sur la côte de Benteng, qui fut contrainte de se retirer.
- l'infanterie attaqua le flanc est des positions australiennes à Amahusu.
- sur le plateau de Nona, un pied fut établi malgré une opposition australienne féroce.
- attaques aériennes et d'artillerie navale sur les positions d'Eri.

Les positions australiennes furent rejointes par un grand nombre de membres du personnel néerlandais fuyant Paso. À 22 h 30, Scott ordonna un retrait des forces alliées à Amahusu et au sud-ouest vers Eri. La position à Kudamati fut encerclée.

### 2 – 3 février
Le 2 février (certaines sources disent le 1er février), le dragueur de mines japonais W-9 heurte une mine posée par le mouilleur de mines néerlandais Gouden Leeuw dans la baie d'Ambon et coule. Deux autres dragueurs de mines japonais furent également endommagés par les mines.
À l'aube du 2 février, la principale force australienne basée sur le plateau de Nona, commandée par le lieutenant Bill Jinkins, est à la limite de l'encerclement. Jinkins ordonne un retrait à Amahusu, où il se rend compte que les Hollandais se sont rendus. Incapable de vérifier la disposition de la force du Lieutenant-colonel Scott, Jinkins décide alors de rencontrer des officiers supérieurs japonais sous un cessez-le-feu à Ambon. Cette rencontre lui permet de parler à Kapitz, lui conseillant de se rendre. Jinkins partit alors à la recherche du Lieutenant-colonel Scott.
Pendant ce temps, les forces japonaises attaquant Laha sont renforcées et un assaut concentré contre les alliés débute, comprenant l'artillerie navale, les bombardiers en piqué, les avions de combat et des attaques d'évaluation par l'infanterie. Une attaque nocturne japonaise dans l'herbe haute près de la plage, entre deux positions alliées, est repoussée par un peloton australien. Cependant, une énième offensive japonaise massive commence après l'aube. À 10 h 00, seulement environ 150 Australiens et plusieurs membres du KNIL étaient encore capables de se battre à Laha et Newbury, où il leur a été ordonné de se rendre.
Au matin du 3 février, les Australiens autour d'Eri luttent pour faire face à l'augmentation des attaques aériennes et navales, aux Australiens blessés, à l'afflux de soldats néerlandais désorganisés, à la diminution des approvisionnements et à la fatigue généralisée, au moment où un drapeau japonais est repéré, volant de l'autre côté de la baie, à Laha. Au moment où Jinkins rejoint le lieutenant-colonel Scott, ce dernier s'est rendu aux Japonais. Les positions alliées à Kudamati stoppent le combat à midi.

## Conséquences

### Massacre de Laha

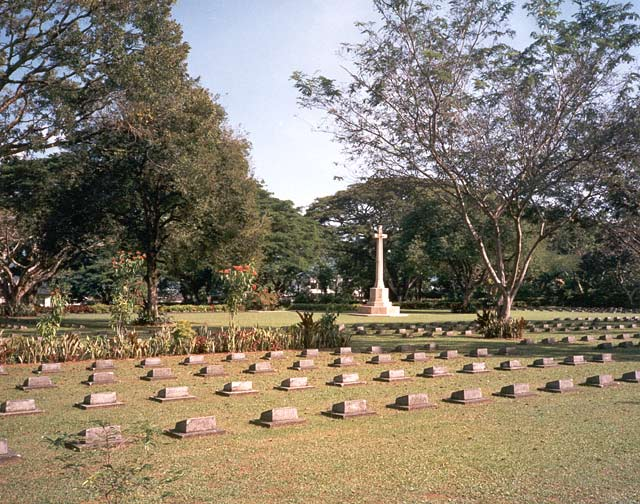
Le cimetière militaire d'Ambon détient actuellement 1 956 tombes de militaires, principalement australiennes, néerlandaises et britanniques.

Les pertes alliées lors de la bataille étaient relativement faibles. Cependant, environ quinze jours après la reddition, le personnel de l'Armée japonaise choisit au hasard plus de 300 prisonniers de guerre australiens et hollandais et les exécute sommairement, à proximité de l'aérodrome de Laha. Ce massacre s'explique par le désir de vengeance des Japonais du naufrage du dragueur de mines japonais, auquel participent certains membres de l'équipage du navire coulé. Les personnes tuées comprennent notamment le commandant de l'escadre Scott et le major Newbury. Le Dr Peter Stanley, historien principal du Mémorial de guerre australien, relate les conditions de vie des prisonniers au cours des trois années et demie suivantes :

« Les trois quarts des Australiens capturés sur Ambon sont morts avant la fin de la guerre. Sur les 582 restés à Ambon, 405 sont morts du surmenage, de malnutrition et de maladie face à l'un des régimes les plus brutaux dans des camps où les bagarres étaient monnaie courante. »

En 1946, les crimes de guerre commis après la chute d'Ambon ont fait l'objet de l'un des procès les plus importants jamais entrepris : 93 membres du personnel japonais ont été jugés par un tribunal militaire australien à Ambon. Le Contre-amiral Hatakeyama a été arrêté pour avoir ordonné les massacres de Laha, mais il est mort avant qu'il puisse être jugé. Le Commandant Kunito Hatakeyama, qui commandait directement les massacres, a été condamné à mort par pendaison. Le Lieutenant Kenichi Nakagawa a été condamné à 20 ans d'emprisonnement. Trois autres officiers japonais ont été exécutés pour avoir maltraité des prisonniers de guerre et / ou des civils entre 1942 et 1945. (Les procès ont servi d'exemple pour le long métrage Blood Oath (en), sorti en 1990.)
Le général Takeo Itō a été condamné à mort la même année pour des crimes de guerre commis pendant la guerre du Pacifique.

### Autres événements subséquents
Environ 30 soldats australiens, dont Jinkins, s'échappèrent d'Ambon plusieurs semaines après la reddition, souvent par praos (canoës) vers Seram.
Une autre conséquence de la prise d'Ambon fut les craintes australiennes se confirmant au sujet des attaques aériennes, lorsque des avions japonais basés à Ambon participèrent à des raids aériens majeurs sur Darwin, en Australie, le 19 février.